# Eugène Struye
Eugène Marie Joseph Struye, né le 7 février 1831 à Ypres et mort le 26 juillet 1910 à Ypres, est un homme politique belge.

## Mandats et fonctions
- Membre de la Chambre des représentants de Belgique : 1876-1894
- Sénateur provincial : 1894-1900
- Échevin d'Ypres : 1903-1907

## Sources
- Paul van Molle, Het Belgisch parlement, 1894-1972, Antwerpen, 1972.
- Pierre-Paul Struye, Les Struye. L'histoire d'une famille belge originaire de la châtellenie d'Ypres, en West-Flandre, du XIIIe au XXe siècle, Corcelles, 2008

- Ressource relative à plusieurs domaines :   - ODIS